# Sextus Anicius Paulinus
Sextus Anicius Paulinus (fl. 325) était un homme politique de l'Empire romain.

## Vie
Fils de Sextus Anicius Faustus Paulinianus et de sa femme Amnia Demetrias.
Il était consul suffect I dans une date inconnue et consul ordinaire II en 325. Il était, peut être, le généreux Anicius, qui fut le premier sénateur de son rang à devenir chrétien.